# Uromycladium simplex
Uromycladium simplex är en svampart som beskrevs av McAlpine 1905. Uromycladium simplex ingår i släktet Uromycladium och familjen Pileolariaceae.   Inga underarter finns listade i Catalogue of Life.